# Turbonilla dinora
Turbonilla dinora är en snäckart som beskrevs av Bartsch 1912. Turbonilla dinora ingår i släktet Turbonilla och familjen Pyramidellidae. Inga underarter finns listade i Catalogue of Life.